# Menhart II. z Hradce
Menhart II. z Hradce (1398 – 3. únor 1449, Říčany) byl český šlechtic, diplomat, nejvyšší pražský purkrabí, karlštejnský purkrabí a jeden z vůdců umírněných utrakvistů.

## Život

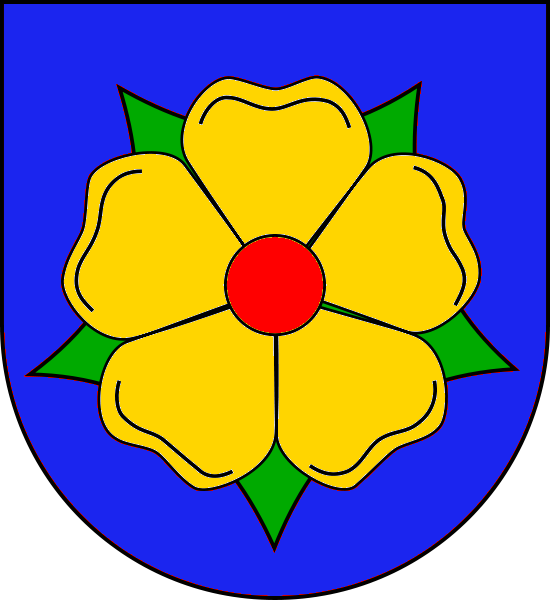
Erb pánů z Hradce

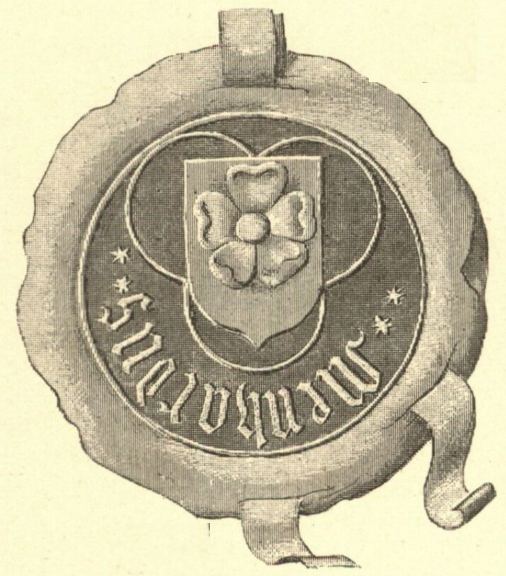
Pečeť Menharta II. z Hradce

Menhart II. byl členem šlechtického rodu pánů z Hradce, jedné z větví Vítkovců. Byl synem Jana staršího z Hradce a na Velharticích a jeho manželky Kateřiny z Velhartic. Vzdělání získal pravděpodobně na rožmberském dvoře v Českém Krumlově spolu s Oldřichem II z Rožmberka, se kterým navázal celoživotní přátelství. Jeho otec Jan starší z Hradce byl stoupencem kališníků a patřil mezi signatáře tzv. stížného listu proti upálení Mistra Jana Husa. Po jeho smrti roku 1417 přebírá Menhart jindřichohradecké panství. Jeho bratranec Oldřich Vavák mladší mu roku 1421 odkázal část panství Jindřichův Hradec a Počátky. Roku 1429 odkoupil od své matky i panství Velhartice.
V průběhu husitských válek se přidal na stranu umírněných kališníků. Zároveň se snaží chránit své panství a majetky přátel před útoky radikálů. Roku 1421 pomáhal svému příteli katolíkovi Janu Švihovskému z Rýzmberka s obranou hradu Rabí proti husitům vedeným Janem Žižkou. Po dobytí hradu byl zajat a krátce vězněn na Příběnicích. Později ho však Žižka propustil. Roku 1423 vytáhl na pomoc příbuznému Janovi, jehož Telč napadlo táborské vojsko vedené Janem Hvězdou z Vícemilic, a husity porazil u vsi Horní Dubenky. V říjnu roku 1425 byl husity poražen v bitvě u Kamenice a posléze je zahnal od Počátek, které patřily do majetku pánů z Hradce. Nakonec byl kvůli k neustálým útokům na své panství nucen uzavřít dohodu s vůdcem husitů Prokopem Holým a následně se v létě 1427 připojil k husitským vojskům v bitvě u Tachova.
Vzhledem ke svým dobrým kontaktům s kališníky i katolíky se Menhart snažil o dohodu mezi oběma tábory a ukončení válek. V roce 1429 zprostředkoval jednání mezi králem Zikmundem a vůdci husitů Prokopen Holým a Prokopem Malým v Prešpurku. V roce 1433 se dostal do čela umírněných kališníků a prosazoval přijetí Basilejských kompaktát. V roce 1434 se stal jedním z vůdců koalice, která v bitvě u Lipan porazila husitská polní vojska. Po Zikmundově návratu do Čech byl 5. října 1436 jmenován nejvyšším purkrabím pražským. V roce 1437 přijal i prestižní úřad karlštejnského purkrabí. Na Karlštejně byly v té době uchovávány nejenom korunovační klenoty, ale také nejdůležitější listiny a dokumenty království. Politicky spolupracoval s Oldřichem II z Rožmberka. Po smrti Zikmunda Lucemburského podporoval kandidaturu jeho zetě Albrechta na český trůn. Roku 1438 na jindřichohradeckém hradě věznil Zikmunda z Vartenberka obviněného ze zrady a plánování vraždy krále Albrechta.
Ve 40. letech prosazoval dědický nárok Ladislava Pohrobka na český trůn. V letech 1441, 1443 a 1446 vedl řadu jednání s Fridrichem III. o vydání Ladislava Pohrobka do Čech. Kolem roku 1444 se dostal do politických sporů se stranou Hynce Ptáčka z Pirknštejna a Jiřího z Poděbrad. Dokonce přemístil korunovační klenoty z Karlštejna na svůj hrad Velhartice, aby zabránil Jiřímu z Poděbrad se klenotů zmocnit. Roku 1448 konvertoval ke katolické víře, čímž proti sobě obrátil část veřejného mínění. Po dobytí Prahy Jiřím z Poděbrad v září 1448 byl zbaven úřadu nejvyššího purkrabí a internován na hradě v Poděbradech. Menhart na Poděbradech těžce onemocněl a Jiří ho proto 1. února 1449 propustil ze zajetí. Cestou na Karlštejn ovšem Menhart již 3. února v Říčanech zemřel. Pohřben byl v Jindřichově Hradci. Jeho syn Oldřich poté nařkl Jiřího z Poděbrad, že Menharta nechal otrávit. Menhartova smrt se stala bezprostřední příčinou ustavení Strakonické jednoty v únoru 1449. Tato strana sdružovala katolickou i kališnickou šlechtu a byla namířena proti Poděbradské jednotě vedené Jiřím z Poděbrad.

## Rodina
Menhart se oženil s Markétou z Walsee. Z manželství vzešly děti:
- Jan – zemřel v dětském věku,
- Oldřich († 1453) – oženil se s Markétou z Pottensteinu,
- Jindřich – zemřel v dětském věku.[2]